# Lionel Van Brabant
Lionel Van Brabant (Zwevegem, 24 juni 1926 – Kortrijk, 3 juli 2004) was een Belgisch wielrenner.

## Carrière
In 1945 werd hij tweede bij de onafhankelijke op het Belgisch kampioenschap op de weg. In dezelfde categorie werd hij tweede het jaar erop in de Ronde van België en werd hij Belgisch kampioen op de weg. In 1949 werd hij tweede in Dwars door Vlaanderen, in 1951 werd hij tweede in Omloop het Volk en derde in Gent-Wevelgem.

## Erelijst
- 1946:  Nationaal kampioenschap op de weg (onafhankelijken)

## Resultaten in de voornaamste wedstrijden
| Jaar | Gent-Wevelgem | Ronde van Vlaanderen | Parijs-Roubaix | Luik-Bast.‑Luik |
| ---- | ------------- | -------------------- | -------------- | --------------- |
| 1949 |               |                      | 97e            | 14e             |
| 1950 | 29e           |                      |                | 50e             |
| 1951 | Brons         |                      | 8e             |                 |
| 1952 |               |                      |                |                 |
| 1953 |               |                      |                |                 |
| 1954 | 47e           | 24e                  |                |                 |
| 1955 | 28e           |                      |                |                 |